# Tony Gilroy
Anthony Joseph „Tony” Gilroy (ur. 11 września 1956 w Nowym Jorku) – amerykański scenarzysta filmowy i reżyser. W 2008 roku otrzymał nominację do Oscara za reżyserię filmu Michael Clayton. Był również nominowany za scenariusz do tego filmu. Jest synem pisarza, reżysera i scenarzysty filmowego Franka D. Gilroya. Ma brata, Dana.

## Filmografia
Reżyseria:
- Michael Clayton (2007)
- Gra dla dwojga (2009)
- Dziedzictwo Bourne’a (2012)
- Andor (2022)

Scenariusz:
- Na ostrzu (1992)
- Ślub stulecia (1993)
- Dolores (1995)
- Krytyczna terapia (1996)
- Adwokat diabła (1997)
- Armageddon (1998)
- Dowód życia (2000)
- Przynęta (2000)
- Tożsamość Bourne’a (2002)
- Krucjata Bourne’a (2004)
- Ultimatum Bourne’a (2007)
- Michael Clayton (2007)
- Gra dla dwojga (2009)
- Stan gry (2009)
- Dziedzictwo Bourne’a (2012)
- Wolny strzelec (2014)
- Łotr 1. Gwiezdne wojny – historie (2016)
- Wielki Mur (2016)
- Beirut (2018)
- Andor (2022)